# Sławomir Rybicki
Sławomir Piotr Rybicki (ur. 23 czerwca 1960 w Gdańsku) – polski prawnik i polityk, poseł na Sejm IV, V, VI i VII kadencji (2001–2012), sekretarz stanu w Kancelarii Prezydenta RP (2012–2015), zastępca szefa tego urzędu (2013–2015), senator IX, X i XI kadencji (od 2015).

## Życiorys
W 1986 ukończył studia na Wydziale Prawa i Administracji Uniwersytetu Gdańskiego.
Od końca lat 70. związany z opozycją polityczną. W latach 1978–1987 był członkiem Ruchu Młodej Polski, zaś od 1980 do 1989 należał do NSZZ „Solidarność”. Od września 1980 do wprowadzenia stanu wojennego 13 grudnia 1981 pracował jako kancelista i sekretarz przewodniczącego „Solidarności” Lecha Wałęsy. W późniejszych latach prowadził podziemną działalność opozycyjną. Od 1987 do 1989 był prezesem zarządu firmy CORINA Sp. z o.o., a w latach 1989–1990 wiceprezesem zarządu Agencji Filmowej Profilm.
W okresie sprawowania funkcji wojewody gdańskiego przez byłego działacza trójmiejskiej opozycji Macieja Płażyńskiego (1990–1996) był dyrektorem gabinetu wojewody w Urzędzie Wojewódzkim. W latach 1996–1997 kierował jako dyrektor biurem byłego prezydenta Lecha Wałęsy. W 1997 ponownie podjął współpracę z Maciejem Płażyńskim, który objął stanowisko marszałka Sejmu III kadencji. Do 2001 zajmował stanowisko dyrektora generalnego gabinetu marszałka Sejmu.
W latach 1998–2001 należał do Stronnictwa Konserwatywno-Ludowego, od powołania Platformy Obywatelskiej w 2001 związany z tym ugrupowaniem. W latach 2005–2006 był komisarzem struktur miejskich PO w Olsztynie, a w 2005 pełnomocnikiem wyborczym Komitetu Wyborczego Kandydata na Prezydenta RP Donalda Tuska.
W 2001 został po raz pierwszy wybrany na posła w okręgu toruńskim. Po raz kolejny uzyskał mandat poselski w 2005 z okręgu olsztyńskiego. W Sejmie V kadencji przewodniczył Komisji Etyki Poselskiej. W wyborach parlamentarnych w 2007 po raz trzeci został posłem, otrzymując 30 218 głosów. W VI kadencji pełnił funkcję pierwszego wiceprzewodniczącego Klubu Parlamentarnego PO, rotacyjnie przewodniczył Komisji Etyki Poselskiej, był członkiem Komisji do spraw Służb Specjalnych. W wyborach w 2011 z powodzeniem ubiegał się o reelekcję, dostał 13 644 głosy (tym razem jako lider partyjnej listy w okręgu elbląskim). W VII Kadencji Sejmu ponownie objął funkcję pierwszego wiceprzewodniczącego Klubu Parlamentarnego PO, został także przewodniczącym Komisji Mniejszości Narodowych i Etnicznych.
17 stycznia 2012 został powołany na stanowisko sekretarza stanu w Kancelarii Prezydenta Bronisława Komorowskiego ds. kontaktów z rządem, parlamentem i partiami politycznymi, w związku z czym jego mandat poselski wygasł. 5 września 2013 odebrał dodatkową nominację na zastępcę szefa KPRP. Został odwołany ze stanowisk w KPRP 5 sierpnia 2015.
W wyborach parlamentarnych w 2015 wystartował do Senatu z ramienia PO w okręgu nr 64. Uzyskał mandat senatora IX kadencji, otrzymując 78 421 głosów. Od tego samego roku był prezesem zarządu Fundacji Instytut Bronisława Komorowskiego, następnie zasiadł w radzie tej fundacji. W 2019 został wybrany na kolejną kadencję Senatu, otrzymując 106 970 głosów. W wyborach parlamentarnych w 2023 z powodzeniem ubiegał się o senacką reelekcję, otrzymując 142 131 głosów. Powoływany na przewodniczącego senackiej Komisji Regulaminowej, Etyki i Spraw Senatorskich.

## Wyniki w wyborach ogólnopolskich
| Wybory | Komitet wyborczy  | Komitet wyborczy      | Organ            | Okręg            | Wynik            |
| ------ | ----------------- | --------------------- | ---------------- | ---------------- | ---------------- |
| 2001   |                   | Platforma Obywatelska | Sejm IV kadencji | nr 5             | 8808 (2,70%)     |
| 2005   | Sejm V kadencji   | Platforma Obywatelska | nr 35            | 12 557 (6,08%)   |                  |
| 2007   | Sejm VI kadencji  | Platforma Obywatelska | nr 35            | 30 218 (10,10%)  |                  |
| 2011   | Sejm VII kadencji | Platforma Obywatelska | nr 34            | 13 644 (6,97%)   |                  |
| 2015   | Senat IX kadencji | Platforma Obywatelska | nr 64            | 78 421 (53,53%)  |                  |
| 2019   |                   | Koalicja Obywatelska  | nr 64            | Senat X kadencji | 106 970 (60,95%) |
| 2023   | Senat XI kadencji | Koalicja Obywatelska  | nr 64            | 142 131 (73,16%) |                  |

## Odznaczenia i wyróżnienia
W 2012 został przez prezydenta Bronisława Komorowskiego odznaczony Krzyżem Wolności i Solidarności, a w 2015 Krzyżem Oficerskim Orderu Odrodzenia Polski. Wyróżniony odznaką Zasłużony Działacz Kultury.

## Życie prywatne
Syn Stefana i Marii. Żonaty z Małgorzatą, ma córkę Maję. Brat Mirosława, Arkadiusza i Bożeny, szwagier Macieja Grzywaczewskiego.